# سلمى بن زيادة
سلمى بن زيادة أو سلمى، بلدية تابعة لدائرة العوانة بولاية جيجل الجزائرية.